# Escadrille chérifienne

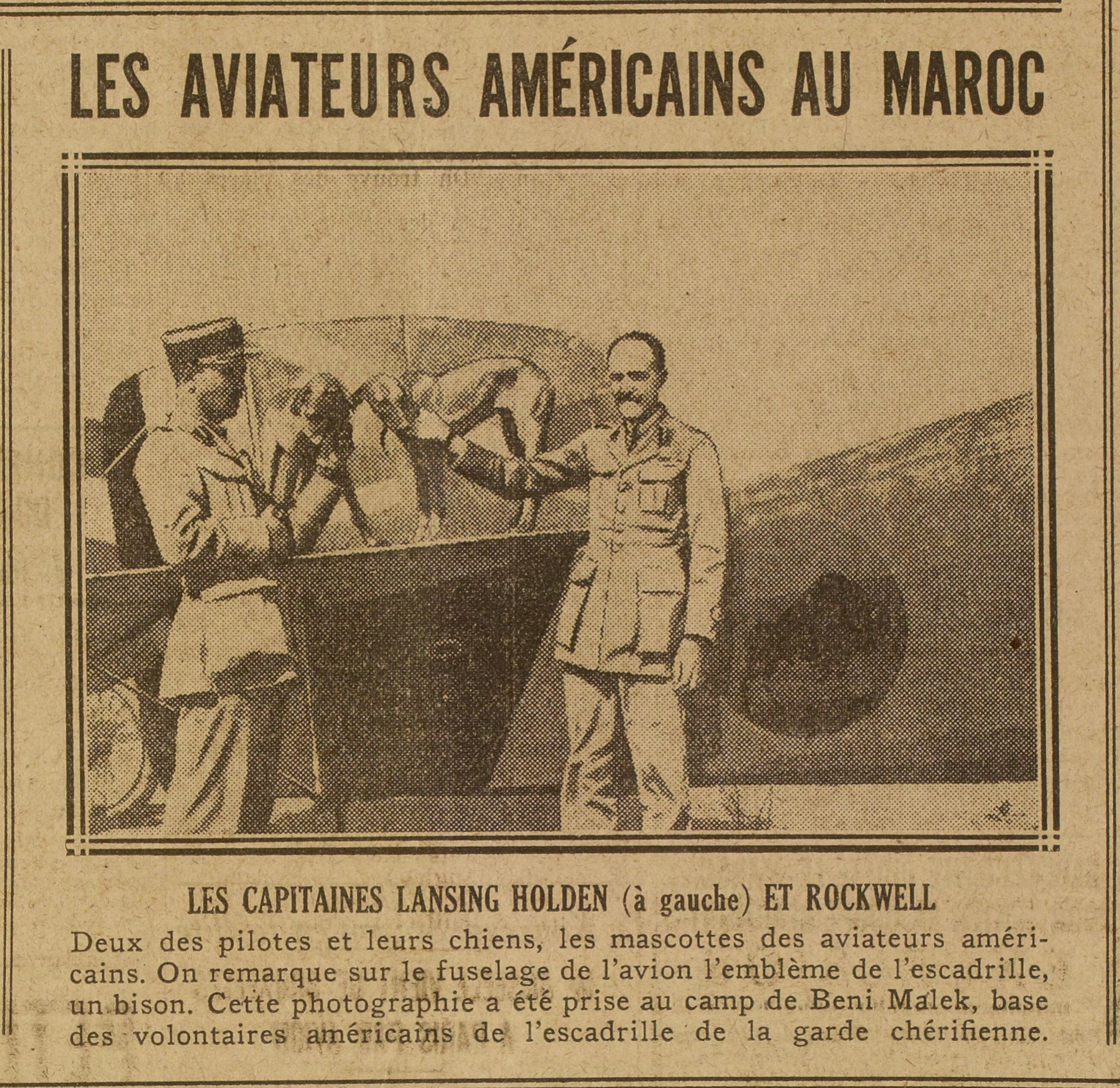
Aviateurs de l'escadrille à.

L'escadrille chérifienne est une escadrille de mercenaires américains combattant pendant la guerre du Rif, ayant notamment conduit le bombardement de Chefchaouen. Créée le 7 août 1925, elle est officiellement rattachée à la garde royale marocaine. L'escadrille, engagée contre la République du Rif en soutien du pouvoir colonial français, choque l'opinion américaine tandis que l'Aviation française ne voit pas l'utilité de mercenaires étrangers. Elle est dissoute le 15 novembre 1925,,.